# Abtei Saint-Sauveur (Redon)
Die Abtei von Saint-Sauveur in Redon ist eine karolingische Klostergründung im heutigen Département Ille-et-Vilaine, an der Mündung der Oust in die Vilaine in der Diözese Vannes, an der Grenze zwischen Neustrien und der Bretagne. Hier hatte ein örtlicher Adeliger, Ratvili, dem Conuvoion und seinen sechs Gefährten ein Stück Land geschenkt, auf einem öden Hügel (locus desertus), der die Flussmündung überragte. Dieser Hügel war der Gründungslegende zufolge auch der Sitz von Dämonen, die die Mönche mit Visionen heimsuchten und Laien zum Angriff auf das Kloster verleiteten. Das Kloster folgte der Regel des Heiligen Benedikt.

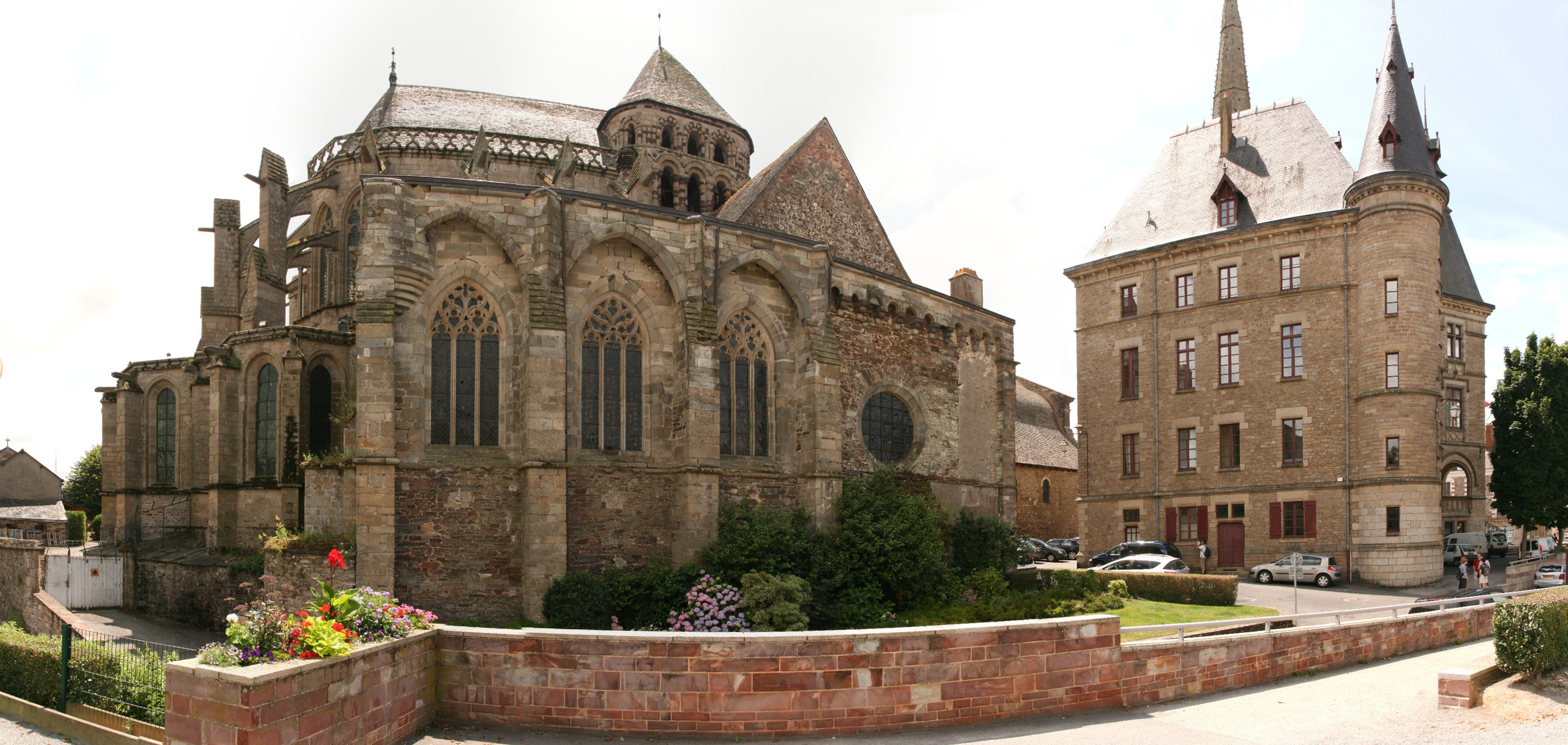
Kloster und Kirche Saint-Sauveur (2009)

## Geschichte

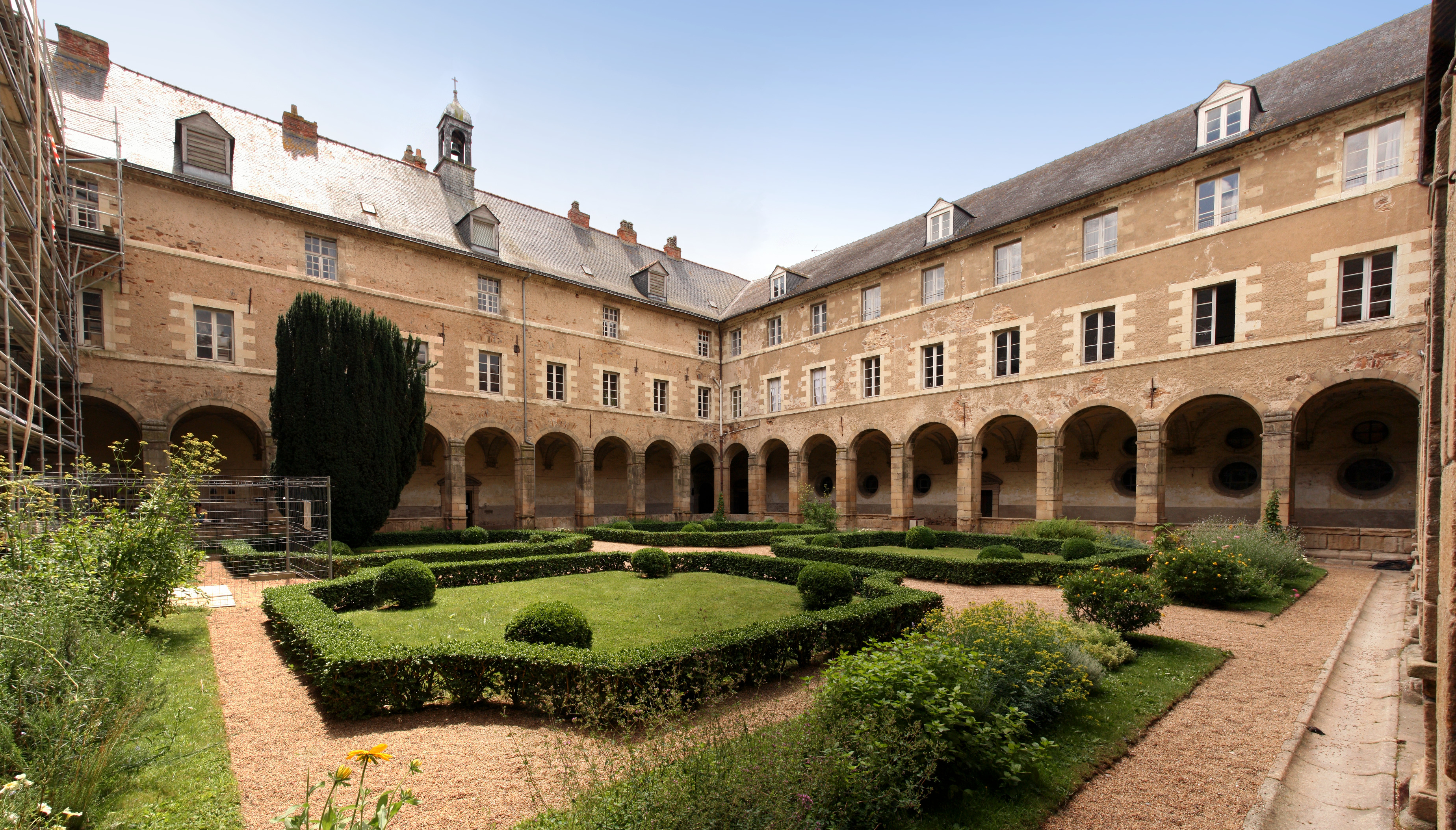
Innenhof der Abtei (2009)

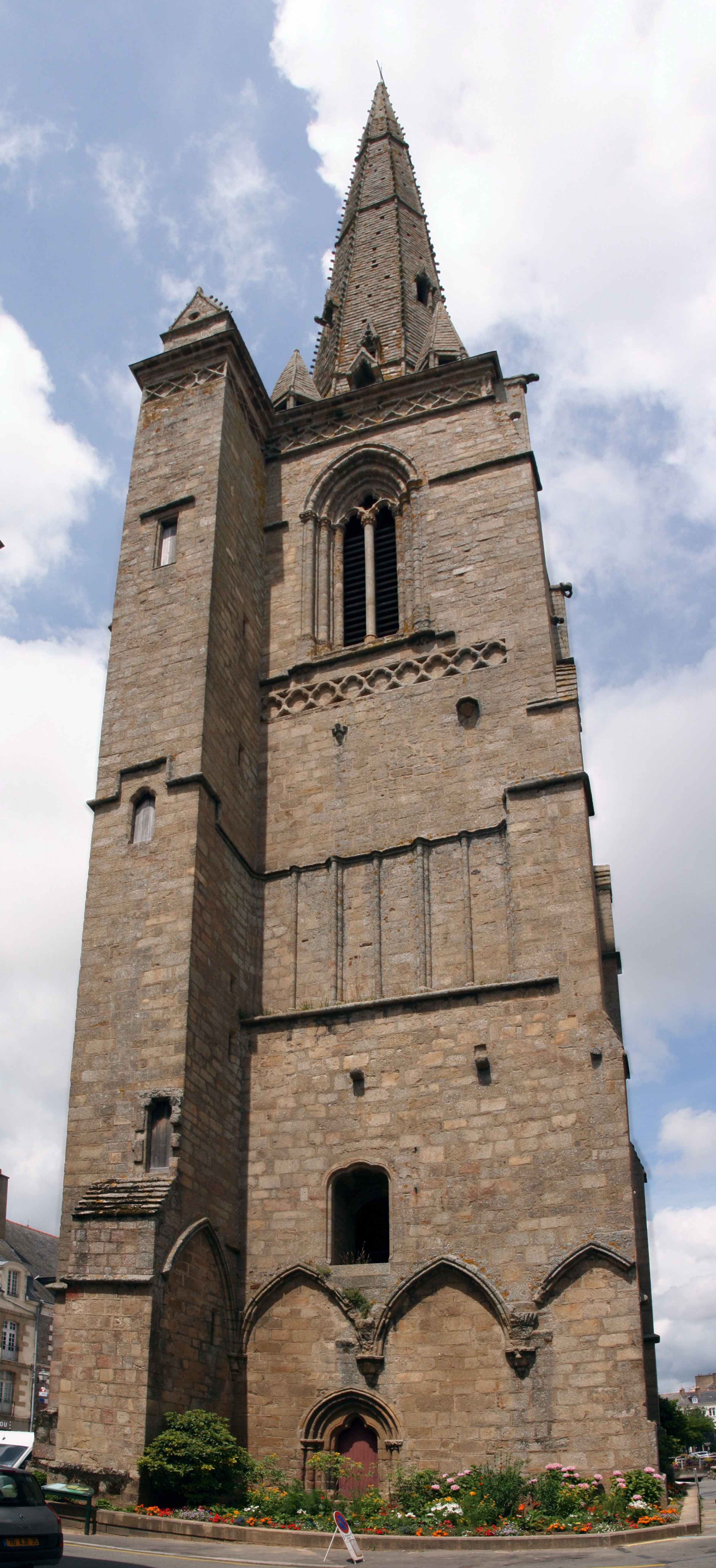
Gotischer Glockenturm (2009)

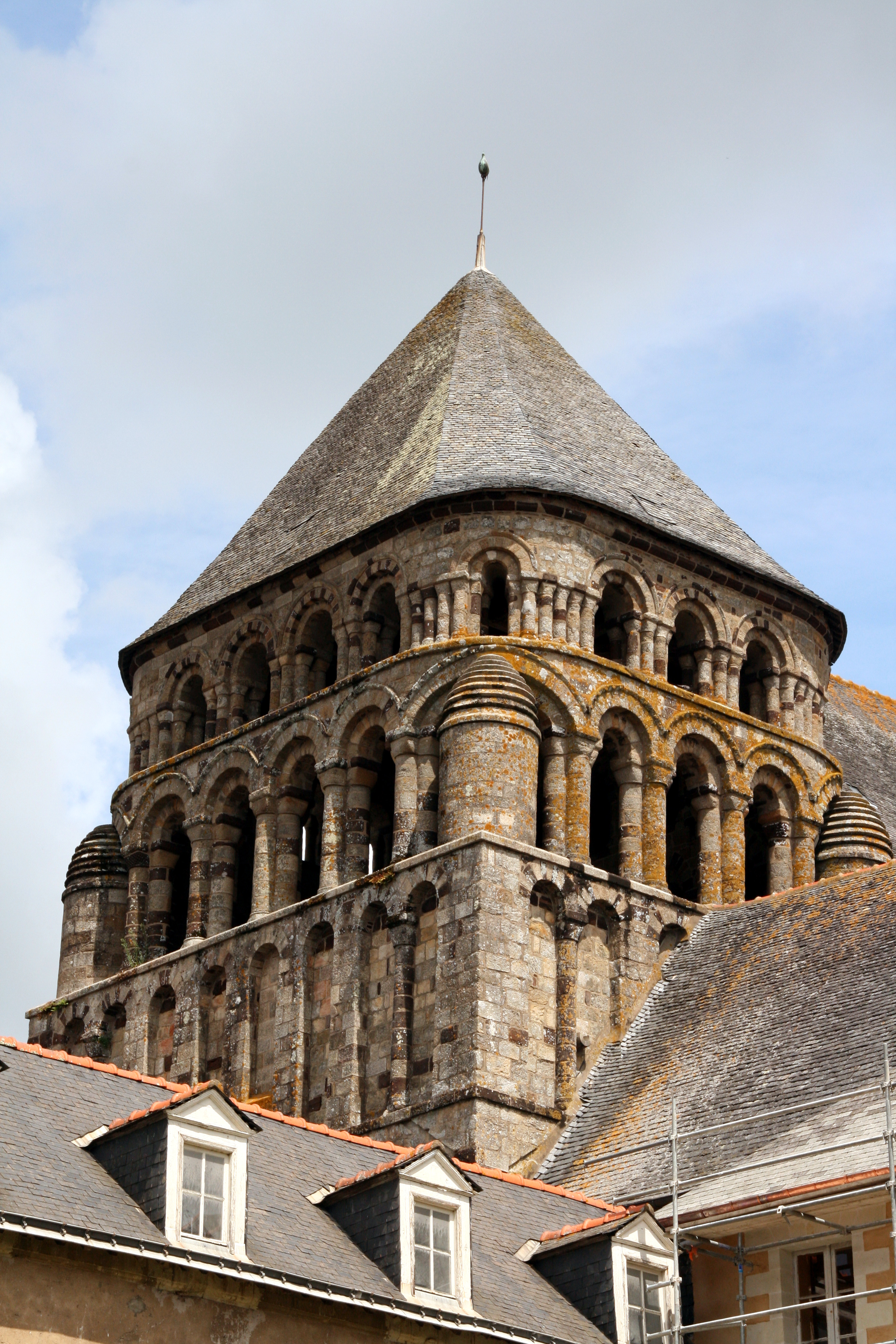
Romanischer Turm (2009)

Conuvoion (Conwoïon) war adeliger bretonischer Abkunft und in der Kathedrale von Vannes erzogen worden. Bischof Raginarius hatte ihn zum Diakon geweiht. Er gründete in Redon 832 ein Kloster und wurde dessen erster Abt.
Karl der Kahle, wie auch Bischof Raginarius von Nantes verweigerte dem neuen Kloster zunächst seine Unterstützung, aber es konnte die Patronage von Nominoë, dem princeps der Bretagne gewinnen. Seit 834 konnte das Kloster jedoch auch die Gunst der Karolinger erlangen, 850 verlieh ihm Karl II. schließlich in einem Diplom die Immunität und sicherte seinen Schutz zu. Auch zu dem Nachfolger von Raginarius, Susannus von Nantes (838-848) scheinen die Beziehungen eher gespannt gewesen zu sein, Conuvoion denunzierte ihn seines Lebenswandels wegen beim Papst. Bischof Courantgern (850-868) schließlich verzichtete wegen der Normanneneinfälle offiziell auf die Dienstaufsicht über das Kloster, da es für die Mönche zu gefährlich war, zur Ordination Überland nach Vannes zu reisen.
Als der erste Benefaktor, Ratuili erkrankte, konnten ihn die Mönche heilen, zum Dank gab er seinen Sohn Liberius als Oblaten ins Kloster und schenkte diesem weitere Ländereien. Das Kloster erhielt außerdem zahlreiche Schenkungen von örtlichen freien Bauern (machtierni), die freilich oft von Verwandten angefochten wurden. Auch in den fränkischen Landen östlich der Vilaine erwarb das Kloster nach und nach Besitz. Dieser wurde durch gezielte Ankäufe abgerundet. Einige kleinere Klöster scheinen sich mehr oder weniger freiwillig der Autorität von Redon unterstellt zu haben. 870 gab es hier bereits 25 Mönche.
867 trat Conuvoion seines fortgeschrittenen Alters wegen von seinem Amt als Abt zurück und verstarb ein Jahr später am 5. Januar 868. Sein Nachfolger wurde Ritcant (867-871). Unter seiner Herrschaft hatte Redon, wie das gesamte Mündungsgebiet der Loire und der Vilaine unter Normanneneinfällen zu leiden, die Kirche selbst entging 852 nur knapp der Zerstörung. Die Normannen, die in zwei Flotten in die Mündung der Loire eingelaufen waren, hatten sich während eines Sturmes in die verlassene Kirche geflüchtet und zündeten um den Altar Kerzen an. Der Legende nach verfielen diejenigen unter ihnen, die vom Messwein getrunken hatten, dem Wahnsinn und starben, während die restlichen verschont blieben.
Die Mönche von Redon zogen sich schließlich 921 nach Auxerre und 924 nach Poitou zurück und konnten erst am Ende des 10. Jh. in ihren locus sanctus zurückkehren.
Das Kloster wurde im Zuge der französischen Revolution 1790 aufgelöst.

## Bauten
Bereits unter Conwoïon wurden in Redon zwei Kirchen erbaut, die Christ dem Erlöser (Sanctus Salvator) und der Heiligen Madonna geweiht waren. Erstere Kirche, im romanischen Stil erbaut, wurde am 28. Oktober 832/833 geweiht. Der Altar enthielt die Reliquien des Bischofs von Angers, Hypothemius (Apodemius), in deren Besitz Conuvoion durch eher zweifelhafte Methoden gekommen war. Späterhin kamen durch ein Geschenk von Papst Leo IV. die Überreste des Marcellinus von Angers hinzu. Auch Reliquien des bretonischen Heiligen Melor befanden sich seit 849 in Redon.
Das Kloster selber bestand aus Dormitorium, Torhaus, Gästehaus, einem Hospiz und einem Garten, in dem der Heilige Condeloc wirkte, der unter anderem eine Raupenplage durch die Anrufung der heiligen Dreieinigkeit beenden konnte. Das Kloster muss auch bereits ein Archiv besessen haben, das bei Conuvoions Tod mehrere hundert Schriftstücke umfasste. Ca. 350 Manuskripte aus dieser Epoche haben sich erhalten, es ist jedoch sicher, dass zwischen 1773 und 1856 Schriftstücke verloren gingen (Smith 2001, 373).
863 schenkte der princeps Salomon (857–874) dem Kloster den Landsitz Plélan, wo Conuvoion ebenfalls eine Steinkirche errichten ließ. Sie enthielt die Reliquien des Heiligen Maxentius aus Poitou.
Die Kirche St. Sauveur hat heute noch einen romanischen Turm, auch Teile der Vorhalle sind erhalten. Das Hauptschiff mit einer achteckigen Kuppel wurde im 12. Jahrhundert im gotischen Stil erweitert, der Chor stammt aus dem 13. Jahrhundert.

## Äbte
- Conwoïon (832-867)
- Ritcant (867-871).
- Almond (1062-1084)